# When the Going Gets Tough, the Tough Get Going (Bow Wow Wow)
When the Going Gets Tough, the Tough Get Going è il terzo e ultimo album in studio del gruppo new wave inglese Bow Wow Wow, pubblicato nel 1983.

## Tracce
1. Aphrodisiac
2. Do You Wanna Hold Me?
3. Roustabout
4. Lonesome Tonight
5. Love Me
6. What's the Time (Hey Buddy)
7. Mario (Your Own Way to Paradise)
8. Quiver (Arrows in My)
9. The Man Mountain
10. Rikki Dee
11. Tommy Tucker
12. Love, Peace and Harmony

## Formazione
- Annabella Lwin
- Dave Barbarossa
- Leigh Gorman
- Matthew Ashman